# Sabine Lepsius
Sabine Lepsius (15 de janeiro de 1864 - 22 de novembro de 1942) foi uma pintora de retratos alemã.